# بطة الغياض
بطة الغياض أو بط الخشب هو نوع من البط يعيش في أمريكا الشمالية وهو من أشهر الطيور المائية الملونة في أمريكا الشمالية.   وهو احد  أكثر الطيور المائية الملونة جمالا علي سطح الأرض وهوصاحب لون مدهش فريد من نوعه. يمتلك الطائر الذكر رأسً باللون الأخضر الأرجواني. البطن تكون بيضاء اللون والصدر يكون باللون الاحمرالداكن. الاجنحة تكون منقوشة باللوني الأزرق والأسود.
أنثى البط الخشبية ليست ملونة كما الحال في الذكور. لها رأس باللون رمادي أو بني، منطقة البطن والصدر تكون بيضاء ومن اللافت للنظر يستخدم الطائر الذكر ريشه الملون ذو اللون الجميل حتي يثير انتباه الانثي في  أثناء موسم التزواج !
البط الخشبي يعتبر أيضًا واحد من أكثر الطيور التي يمكن التعرف عليها بسهولة في منطقة أمريكا الشمالية. على عكس الحال مع بعض أنواع الطيور المائية الأخرى.